# Adaptive City Mobility

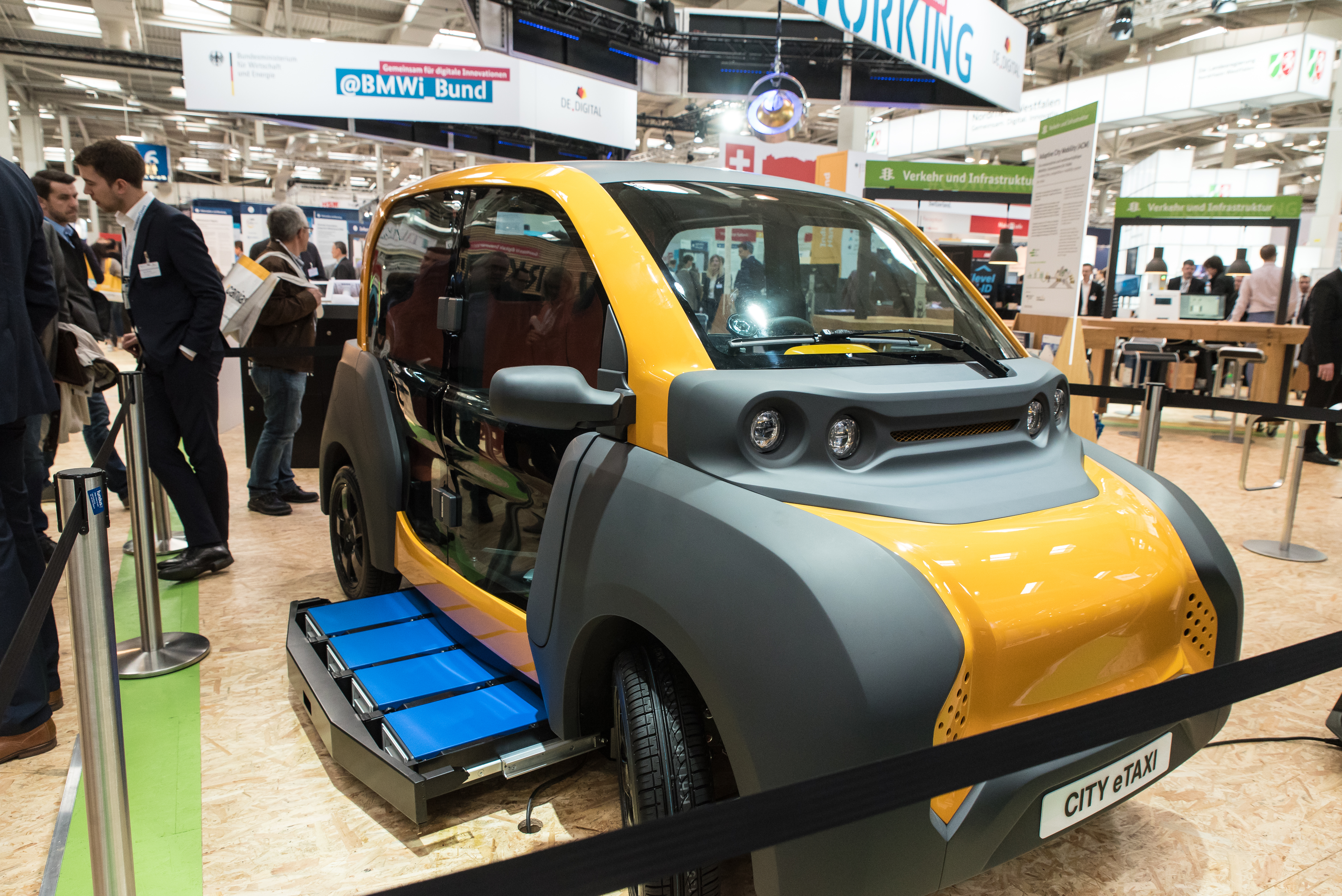
ACM City eTaxi

Adaptive City Mobility GmbH – dawny niemiecki producent elektrycznych samochodów z siedzibą w Monachium działający w latach 2012–2022.

## Historia
Przedsiębiorstwo Adaptive City Mobility, działając także pod skróconą nazwą ACM, założone zostało w 2012 roku przez niemieckiego menedżera Paula Leibolda w Monachium w Bawarii. Doświadczony przez 23 lata pracy w dużych koncernach motoryzacyjnych, zdecydował się zainaugurować własne przedsięwzięcie obierające za cel miejskie samochody elektryczne. Firma zakwalifikowała się na dofinansowanie ze środków federalnych Niemiec w 2015 roku w ramach tzw. Lighthouse project wspierającego rozwój elektromobilności.
W 2017 roku ACM przedstawiło swój pierwszy prototyp realizujący przyjętą przez startup koncepcję. Elektryczna taksówka ACM City eTaxi wyróżniła się niewielką masą całkowitą, zasięgiem do 120 kilometrów na jednym ładowaniu i możliwościami przewozowymi stanowiącymu uzupełnienie między taksówkami i autobusami. W 2019 roku ACM pozyskało nowych inwestorów zapewniających kwotę 3,25 miliona euro].
W październiku 2020 roku ACM wyłoniło finalny projekt swojego kolejnego projektu, tym razem mającego obrazować samochód skierowany do produkcji seryjnej. Oficjalne informacje i fotografie na temat gotowego modelu City One przedstawiono w lipcu 2021 roku, zapowiadając początek produkcji w 2023 roku. Przed publicznością samochód przedstawiono dwa miesiące później podczas targów IAA 2021 w Monachium. Przedsięwzięcie upadło już pół roku później, gdy startup ogłosił bankructwo w marcu 2022.

## Modele samochodów

### Historyczne
- City One (2021)

### Studyjne
- ACM City eTaxi (2017)